# George Bennett (Naturforscher)

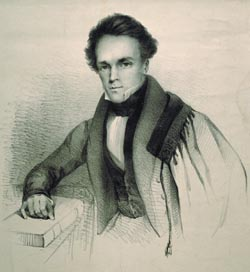
Porträt von George Bennett in den 1840er Jahren

George Bennett (* 31. Januar 1804 in Plymouth, England; † 29. September 1893 in Sydney, Australien) war ein britisch-australischer Arzt und Naturforscher.

## Leben
Seit seiner Jugend vom Meer fasziniert, unternahm Bennett bereits mit 15 Jahren seine erste Seereise nach Ceylon. 1821 kehrte er nach England zurück und studierte zunächst in Plymouth und anschließend am Middlesex Hospital sowie an der Hunterian School of Medicine, wo er bekannte Chirurgen wie Charles Bell, Herbert Mayo (1796–1852) und Caesar Hawkins kennenlernte, die ihn stark beeinflussten. Am 7. März 1828 erlangte er sein Mitgliedsdiplom für das Royal College of Surgeons. In der Zwischenzeit machte Bennett die Bekanntschaft mit Richard Owen, der zu der Zeit als Dozent für Vergleichende Anatomie an der medizinischen Fakultät des St Bartholomew’s Hospital lehrte. Owen war der führende britische vergleichende Anatom seiner Zeit und sein Einfluss, insbesondere im Hinblick auf die Paläontologie, machte sich während Bennetts gesamter Karriere in Australien bemerkbar.
Bennetts Streifzüge zwischen 1828 und 1835 umspannten weite Bereiche des Pazifiks. Nachdem er 1831 von einer Reise nach England zurückgekehrt war, brachte er eine große Pflanzensammlung, einen lebenden Gibbon aus Singapur und ein sechsjähriges, einheimisches Mädchen namens Elau von den Neuen Hebriden mit, das von einem feindseligen Stamm geopfert werden sollte. Elau war die erste einheimische Person von den Neuen Hebriden, die nach England gebracht wurde, wo sie 1834 in Plymouth verstarb. Bennett schrieb zahlreiche wissenschaftliche Artikel über seine Exkursionen. Diese Arbeiten umfassten insbesondere Diskussionen über Pflanzen, eine Beschreibung eines lebenden Exemplars des Perlboots und Bemerkungen über bestimmte Elemente der australischen Fauna. Mit diesen Schriften qualifizierte sich Bennett als Fellow of the Linnean Society of London und als korrespondierendes Mitglied der Zoological Society of London.
1829 besuchte Bennett zum ersten Mal Australien und im Frühjahr 1832 betrat er zum zweiten Mal australisches Festland, wo er sofort von „der Schönheit der Pflanzenwelt, die so reich und verschwenderisch in dieser Kolonie ist“, beeindruckt war. Es folgten Exkursionen ins Landesinnere. Dabei forschte er so eifrig, dass er in der Lage war, Owen viele Exemplare existenter Fauna und eine beträchtliche Anzahl an Fossilien zu senden. 1835 verfasste Bennett in den Transactions of the Zoological Society of London den Artikel Notes on the Natural History and Habits of the Ornithorhyncus paradoxus, Blum, eine der frühesten wissenschaftlichen Abhandlungen über das Schnabeltier (Ornithorhyncus paradoxus). 1834 wurde das zweibändige Werk Wanderings in New South Wales … Being the Journal of a Naturalist veröffentlicht. Bennett wurde für seine gute Schreibarbeit und seine im Allgemeinen solide Beobachtungsgabe gelobt, den einzigen Fehler beging er hinsichtlich des Nistverhaltens des Leierschwanzes, wo er offenbar von Aborigines in die Irre geführt wurde.

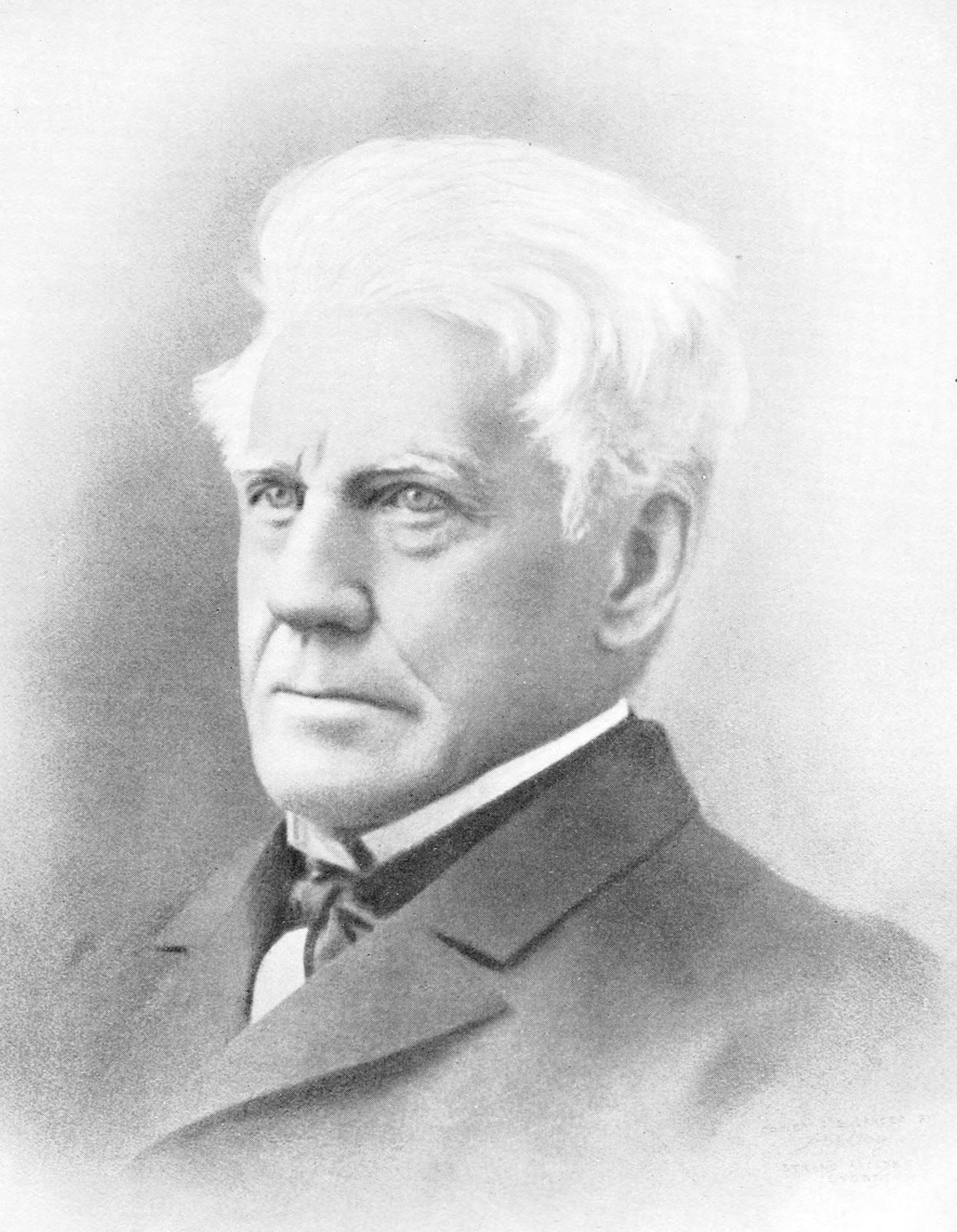
Porträt Bennetts in älteren Jahren

Zurück in England, wurde Bennett als Anerkennung für seine Beiträge zur zoologischen Forschung mit der Ehrengoldmedaille des Royal College of Surgeons ausgezeichnet. 1836 siedelte er endgültig nach Australien über, wo er in Sydney eine erfolgreiche medizinische Praxis aufbaute und eine führende Figur im neugegründeten Australian Museum sowie in der Acclimatization Society und in der New South Wales Zoological Society (später Royal Society of New South Wales) wurde. Bennetts Zusammenarbeit mit dem Museum, wo er als erster Sekretär und Kurator tätig war, erstreckte sich über viele Jahre. Mittlerweile unterstützte er Zoologen, die zu Besuch kamen, fungierte als Agent für den Ornithologen John Gould und pflegte einen ständigen Briefwechsel mit Owen und anderen Forschern. 1860 erschien sein zweites Buch Gatherings of a Naturalist in Australasia. 1890 erhielt Bennett die Clarke-Medaille der Royal Society of New South Wales, die zu Ehren des Geologen William Branwhite Clarke (1798–1878) vergeben wird.
Bennett war dreimal verheiratet. Aus der ersten Ehe gingen zwei Söhne und drei Töchter hervor, aus der zweiten ein Sohn und aus der dritten zwei Kinder, die im Säuglingsalter starben.

## Dedikationsnamen
George Bennett wird mit zahlreichen Tier- und Pflanzentaxa geehrt, dazu zählen der Bennettkasuar (Casuarius bennetti), Flindersia bennettiana, das Bennett-Baumkänguru (Dendrolagus bennettianus), Diporiphora bennettii, Myrrophis bennettii und die ausgestorbene Rotalgenart Vanvoorstia bennettiana. Die tasmanische Unterart des Rotnackenwallabys wird auch als Bennett-Känguru bezeichnet.

## Werke (Auswahl)
- 1834: Wanderings in New South Wales, Batavia, Pedir Coast, Singapore and China: being the journal of a naturalist in those countries, during 1832, 1833 and 1834 (Vol. 1). Richard Bentley, London, University of Hong Kong Libraries, Digital Initiatives, China Through Western Eyes
- 1834: Wanderings in New South Wales, Batavia, Pedir Coast, Singapore and China: being the journal of a naturalist in those countries, during 1832, 1833 and 1834 (Vol. 2). Richard Bentley, London, University of Hong Kong Libraries, Digital Initiatives, China Through Western Eyes